# Ostringhausen

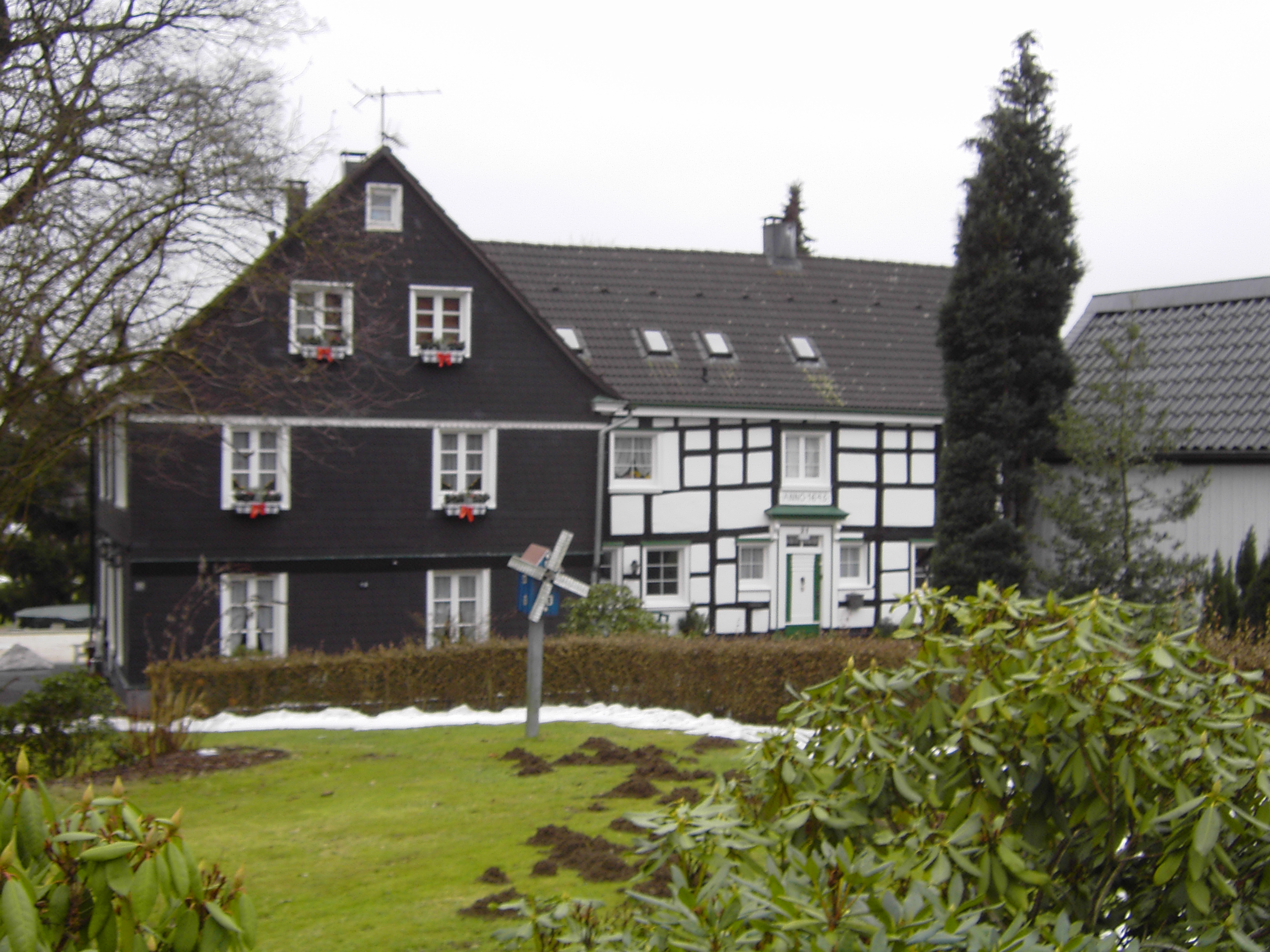
Ostringhausen Burger Straße 19/21

Ostringhausen ist ein Stadtteil von Wermelskirchen und liegt westlich vom Stadtzentrum an der Straße nach Burg an der Wupper in Nordrhein-Westfalen.
Der Name deutet an, dass er aus der Besiedlungszeit des Bergischen Landes stammt. Bemerkenswert ist das, heute Burgerstraße 19/21 genannte, alt-bergische Fachwerkhaus. Es war über Jahrhunderte Wohnsitz der Richter und wahrscheinlich auch Gerichtsstube des Amt Bornefeld.
Im Jahre 1663 trägt sich Bertramus Robens, Richter des Ambts Bornenfelt qui altari s. Rosary dedit pullchere sybilla cum de mysterys, ins Bruderschaftsbuch der Rosenkranzbruderschaft in Lindlar ein.
Am 20. Dezember 1666 findet eine Erbhuldigung im Hause des Richters Bertram Robens statt. Das Protokoll führte Jacob Brosius, auch wohnhaft auf Ostringhausen.
Am 23. Juli 1680 findet eine Verhandlung im Verfahren des Gerichtsschreibers Jacobus Brosius gegen den Hofpächter zu Ostringhausen des Girtrut Kuners Wittib Mercatoris zu Köln wegen Wegerecht zum Eisenhammer am Heiderbach statt. Zeuge Johann Drieß sagte, vorhin sei kein Hammer darunten gewesen und die Eisenfuhren waren zuweilen ledig zurückgekommen, als dann wären über die Heiderbach gefahren. Zeugin Drutgen Marcus aus Pohlhausen sagt, solcher wäre kein Eisenweg durch den Heiderbach. 
Im Jahre 1696 zahlen die Gerichtsschreibers Erben Gut 32 Albus an Steuer.
Am 17. Juli 1726 beklagt sich Amtmann Mattheis Werner von Nagel bei der Hofkammer über die Vernehmungen seiner Amtseingesessenen zu Bornefeld durch den Richter zur Burg Gumpertz und seinem Schwager, dem Gerichtsschreiber Geheimrat Brosii, über die Jagdbrüchten. Auch habe der Brosii durch das abgehaltene Protokoll in seine Rechte als Amtmann eingegriffen.
Am 30. Dezember 1755: Mathias Brosy hat Schulden bei den Erben Schmidt zur Eich die als verloren gelten.
Im Urkataster von 1828 bis 1830 besitzen Peter Faßbender und Peter Arnold Koll zusammen 113 Morgen. Diese Größe wird das ungeteilte Gut gehabt haben.
Vielfältige weitere Nachrichten über die Eigentümer und die Familien Faßbender, Koll, Lenz und zuletzt Schröder haben sich bis heute erhalten. Heute wird das Haus zu reinen Wohnzwecken genutzt.